# Бад-Кольгруб
Бад-Кольгруб (нем. Bad Kohlgrub) — община в Германии, в земле Бавария. 
Подчиняется административному округу Верхняя Бавария. Входит в состав района Гармиш-Партенкирхен.  Население составляет 2531 человек (на 31 декабря 2010 года). Занимает площадь 32,66 км².